# Mr. Carter
Mr. Carter är en låt från Lil Wayne's album Tha Carter III. Låten gästas av Jay-Z.
Låten var nominerad i den 51:a Grammy Award-galan, i kategorin "Best Rap Performance by a Duo or Group", men vann inte. Ironiskt nog vann låten Swagga Like Us av T.I.. som gästades av Lil Wayne och Jay Z.

## Listplaceringar
| Lista (2008)                           | Peak- position |
| -------------------------------------- | -------------- |
| U.S. Billboard Hot Digital Songs       | 29             |
| U.S. Billboard Hot 100                 | 62             |
| U.S. Billboard Hot R&B/Hip-Hop Songs   | 27             |
| U.S. Billboard Hot Rap Tracks          | 13             |
| Billboard Hot Canadian Digital Singles | 75             |